# Bodo Illgner
Bodo Illgner (Coblenza, Alemania Occidental, 7 de abril de 1967) es un exfutbolista alemán que jugaba como portero, integrante de la selección de Alemania Federal que se proclamó campeona de la Copa Mundial de 1990. Además formó parte del FC Colonia durante trece años y fichó en 1996 por el Real Madrid, donde ganó la UEFA Champions League en dos de las cinco temporadas que jugó en Madrid. Se retiró del fútbol en activo en 2001. Actualmente reside en Alicante.

## Datos personales
Bodo es hijo de un militar y contrajo matrimonio con Bianca Illgner en 1990 con la que tiene tres hijos. El 19 de febrero de 2007 se publica una novela que Bodo escribió junto con su esposa, la novela se llama “Todo”. Respecto a eso Bodo dijo: "Estas páginas son el primer proyecto que emprendo tras el final de mi carrera". Una vez que se retiró se dedicó a viajar con una caravana y actualmente vive en España, exactamente en Alicante ya que el clima de la Península es más confortable que el de Alemania.
Actualmente trabaja como comentarista deportivo en la cadena de televisión beIN Sports.

## Trayectoria
La carrera profesional de Bodo Illgner se desarrolló entre el FC Koln y el Real Madrid.

## Inicios
Bodo nació en Coblenza, una pequeña ciudad del oeste de Alemania, pero luego se trasladó a vivir a Westerburg situado un poco más al norte, en el límite provincial. Con seis años empezó a jugar al fútbol en el equipo 1. FC Hardtberg de Bonn.
Desde muy pequeño empezó a destacar bajo los palos, pasando por todas las categorías inferiores de la Selección Alemana.

### Colonia

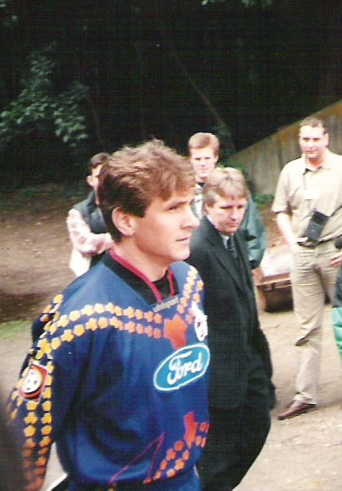
Illgner con el FC Colonia

Después de diez años en el FC Hardtberg Bodo es fichado por el histórico FC Colonia con sólo 17 años. En un principio fue suplente del por entonces titular también en la selección, Harald Schumacher. Debutaría en la Bundesliga en 1986. Poco después, la publicación por parte de Schumacher de un polémico libro, además de sus innegables condiciones, permitieron a Bodo alcanzar la titularidad; puesto que ya no perdería nunca durante toda su estancia en Colonia, llegando a convertirse en el pilar fundamental del equipo. Con el Colonia, Bodo llegó a ser subcampeón de la Bundesliga en 1989 y 1990 y subcampeón de la Copa Alemana en 1991 donde perdieron ante el Werder Bremen a los penaltis. Bodo consiguió parar un penalti a Allofs pero su equipo falló otros dos que decidieron el título para el Werder.

### Real Madrid
Parecía que la carrera de Bodo se había estancado en un club que no tenía aspiraciones a ganar ningún título en los próximos años y fue justo en ese momento cuando recibió una oferta del Real Madrid, entrenado en ese momento por Fabio Capello, para jugar en España, equipo en el que militó desde 1996 hasta 2001, ayudando a éste a la consecución de dos títulos de la Liga de Campeones en 1998 y 2000, enfrentándose en la final contra la Juventus de Turín y contra el Valencia C. F., respectivamente.
Además, ganaría también dos ligas con el Real Madrid en 1997 y 2001 y una Copa Intercontinental en 1998. Completando así un envidiable palmarés.
En su primera temporada en España, Capello le dio plena confianza, disputando la totalidad de los partidos desde su llegada y dejando en el banquillo al mítico Paco Buyo, que se retiraría ese mismo año y por quién además profesaba admiración, y a Cañizares. Ese año el Madrid ganaría la Liga y Bodo fue considerado el mejor portero del campeonato. 
En la siguiente temporada Illgner se perdió los primeros partidos a causa de una lesión, pero más tarde consiguió arrebatarle el puesto a Santiago Cañizares, también en la fase decisiva de la Liga de Campeones. El 20 de mayo de 1998 el equipo blanco ganó la deseada séptima Copa de Europa en la final ante la Juventus por 1 a 0.
Illgner disputa toda la temporada 98-99 como titular indiscutible del conjunto blanco. Temporada que se saldó con la consecución de la Copa Intercontinental ante el Vasco da Gama. 
La temporada 99-00 Illgner la inicia como titular, pero una serie de lesiones primero, y la irrupción de Iker Casillas después, le apartaron de la titularidad. Tras finalizar la temporada 2000-2001 decidió poner fin a su brillante carrera deportiva.

## Selección Alemana
Comenzó jugando en las categorías inferiores de la selección alemana con la que fue Campeón de Europa U-16, también disputaría siete partidos con la selección alemana sub-21.
Tan sólo seis semanas más tarde de hacerse con la titularidad del FC Colonia fue llamado para jugar con la selección absoluta. En total, Illgner participó 54 veces con la camiseta de Alemania, disputó dos mundiales y dos eurocopas. 
Con sólo 21 años fue convocado para la Eurocopa de 1988, en lo que fue todo un premio a sus grandes actuaciones en la Bundesliga, aunque el titular en aquella Eurocopa fue Eike Immel. Sin embargo pronto se convirtió en el elegido por el seleccionador, el mítico Franz Beckenbauer. Disputó seis partidos de la clasificatoria para el Mundial de 1990 y después los siete partidos de la fase final que terminarían ganando en lo que sin duda fue el título más importante de la carrera de Bodo, la Copa Mundial de Fútbol de 1990. Tanto en la fase de clasificación, como durante el Mundial, mostró un empaque y un estado de forma excepcional. Destacar sobre todo su gran partido ante Inglaterra en las semifinales. A continuación disputó seis partidos de la clasificatoria de la Eurocopa 1992 y los cinco partidos de la fase final de la Eurocopa, donde fueron derrotados ante los daneses en la final. El último mundial que disputó fue la Copa Mundial de Fútbol de 1994 donde disputó los 5 partidos de la fase final, en los cuartos de final fueron eliminados al perder frente a la selección de Bulgaria, quedando finalmente quintos en el torneo. Después del mundial Bodo comunicó al seleccionador Berti Vogts que no acudiría más a la selección.

## Clubes
| Temporadas | División | Equipo      | Liga | Liga | Copa | Copa | Supercopa | Supercopa | Europa | Europa | Supercopa Europa | Supercopa Europa | Intercontinental | Intercontinental | Total | Total |
| Temporadas | División | Equipo      | P    | G    | P    | G    | P         | G         | P      | G      | P                | G                | P                | G                | P     | G     |
| ---------- | -------- | ----------- | ---- | ---- | ---- | ---- | --------- | --------- | ------ | ------ | ---------------- | ---------------- | ---------------- | ---------------- | ----- | ----- |
| 1985-1996  | 1.ª      | F.C Colonia | 326  | 0    | 27   | 0    | -         | -         | -      | -      | -                | -                | -                | -                | 353   | 0     |
| 1996-2001  | 1.ª      | Real Madrid | 91   | 0    | 12   | 0    | -         | -         | 14     | 0      | 1                | 0                | 1                | 0                | 119   | 0     |

## Palmarés

### Campeonatos nacionales
| Título             | Club              | Año  |
| ------------------ | ----------------- | ---- |
| Campeonato de Liga | Real Madrid C. F. | 1997 |
| Supercopa          | Real Madrid C. F. | 1997 |
| Campeonato de Liga | Real Madrid C. F. | 2001 |

### Campeonatos internacionales
| Título                       | Equipo                          | Año  |
| ---------------------------- | ------------------------------- | ---- |
| Europeo Sub-17               | Alemania (sub-17)               | 1984 |
| Copa Mundial de Fútbol       | Selección de fútbol de Alemania | 1990 |
| Liga de Campeones de la UEFA | Real Madrid C. F.               | 1998 |
| Liga de Campeones de la UEFA | Real Madrid C. F.               | 2000 |

### Distinciones individuales

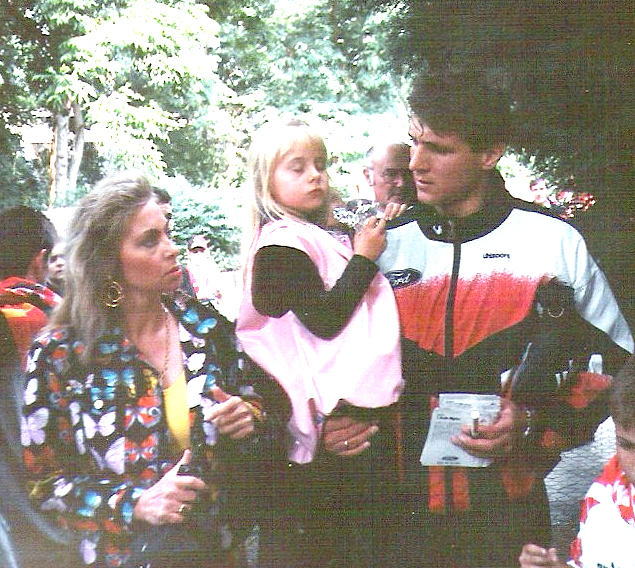
Illgner con su esposa Bianca y su hija

| Distinción                    | Año  |
| ----------------------------- | ---- |
| Portero alemán del año        | 1989 |
| Portero alemán del año        | 1990 |
| Portero alemán del año        | 1991 |
| Mejor portero Europeo del año | 1991 |
| Portero alemán del año        | 1992 |